# 2024 en Libye
Chronologie de la Libye
- 2020
- 2021
- 2022
- 2023
- 2024
- 2025
- 2026
- 2027
- 2028

Cet article traite des événements qui se sont produits durant l'année 2024 en Libye ou qui concernent ce pays.

## Événements
- 31 mai : Résolution 2733 du Conseil de sécurité des Nations unies : La situation en Libye (adoptée le 31 mai 2024).
- 31 octobre :  Résolution 2755 du Conseil de sécurité des Nations unies : La situation en Libye (MANUL) (adoptée le 31 octobre 2024).

## Sport
- La Libye participe aux Jeux olympiques de 2024 à Paris en France. Il s'agit de sa 12e participation à des Jeux d'été. Le rameur d'aviron Mohammed Bukrah et la nageuse Mek Almukhtar sont nommés porte-drapeaux de la délégation libyenne[1].
- La saison 2023-2024 du Championnat de Libye de football est la cinquante-et-unième édition du championnat de première division libyenne. Vingt-deux clubs prennent part au championnat organisé par la fédération. Les équipes sont réparties en deux poules de onze où elles rencontrent leurs adversaires deux fois au cours de la saison. À l'issue du premier tour, les trois premiers de chaque groupe s'affrontent pour déterminer les qualifiés pour la Ligue des champions et pour la Coupe de la confédération et le champion de Libye.